# Aleksandr Kaljužnyj
Aleksandr Kaljužnyj (Praga, 15 aprile 1923 – Menucourt, 6 ottobre 1986) è stato un ballerino cecoslovacco, danseur étoile del Balletto dell'Opéra di Parigi dal 1947 al 1952 e dal 1957 al 1960..

## Biografia
Aleksandr Kaljužnyj nacque a Praga in una famiglia di esuli russi in fuga dopo la rivoluzione bolscevica. Dopo aver studiato danza sotto la supervisione di Ol'ga Preobraženskaja, nel 1939 vinse una competizione internazionale a Bruxelles. Successivamente danzò con i Nouveaux Ballets de Monte-Carlo dal 1942 al 1947, quando Serge Lifar lo scritturò come nuovo étoile del Balletto dell'Opéra di Parigi su richiesta di George Balanchine.
Cinque anni più tardi lasciò l'Opéra Garnier per trasferirsi negli Stati Uniti, dove rimase per due anni. In questo periodo fu spesso partner sulle scene di Zizi Jeanmaire, sia in balletti che nel musical di Broadway The Girl in Pink (1954). Di ritorno a Parigi proseguì il suo sodalizio artistico con Jeanmaire presso la compagnia di Jean Babilée e dal 1957 al 1960 tornò a danzare come primo ballerino dell'Opéra di Parigi.
Dopo il ritiro dalle scene nel 1960, Kaljužnyj si dedicò all'insegnamento, prima al conservatoire à rayonnement régional di Nizza dal 1960 al 1970 e poi come répétiteur all'Opéra di Parigi dal 1970 al 1986; qui ebbe studenti illustri come Charles Jude, Élisabeth Platel e Claude Antolini, facendosi apprezzare da Rudol'f Nureev come insegnante.